# No Strings Attached (2011)
No Strings Attacted is een Amerikaanse romantische komedie uit 2011. Ashton Kutcher en Natalie Portman spelen de hoofdrollen.

## Verhaal
Adam (Kutcher) en Emma (Portman) spreken na wat omzwervingen af geen relatie te hebben maar wel regelmatig de liefde te bedrijven zonder verplichtingen over en weer (no strings attached). Ze gaan echter steeds meer voor elkaar voelen. Dat was niet wat ze hadden afgesproken en daarom lassen ze een rustperiode in waarin ze allebei ten minste met één ander naar bed moeten gaan. Op dat moment bedenkt Emma zich, die totaal niet van vaste dingen houdt en niet van relaties en romantische zaken die je van tevoren al kan uitstippelen. Ze begrijpt opeens dat ze van Adam houdt en gaat naar hem toe.

## Rolverdeling
| Acteur           | Personage       | Opmerkingen                                     |
| ---------------- | --------------- | ----------------------------------------------- |
| Natalie Portman  | Emma Kurtzman   | Oude kennis van Adam en thans doktersassistente |
| Ashton Kutcher   | Adam Franklin   | Protagonist                                     |
| Kevin Kline      | Alvin Franklin  | Adams vader                                     |
| Jake Johnson     | Eli             | Vriend van Adam                                 |
| Chris Bridges    | Wallace         | Vriend van Adam                                 |
| Greta Gerwig     | Patrice         | Vriendin van Emma                               |
| Mindy Kaling     | Shira           | Vriendin van Emma                               |
| Guy Branum       | Guy             | Vriend van Emma                                 |
| Lake Bell        | Lucy            | Adams collega die een oogje op hem heeft        |
| Olivia Thirlby   | Katie Kurtzman  | Emma's jongere zus                              |
| Ophelia Lovibond | Vanessa         | Adams ex- en Alvins huidige vriendin            |
| Talia Balsam     | Sandra Kurtzman | Emma's moeder                                   |
| Jennifer Irwin   | Megan           | Adams bazin                                     |